# Rozewortel
Rozewortel (Rhodiola rosea, synoniemen: Sedum rosea en Sedum roseum) is een plant uit de vetplantenfamilie (Crassulaceae). De plant groeit in de koude delen van de wereld, waaronder een groot deel van de Arctis, de bergen van Centraal-Azië, de Rocky Mountains en bergachtige delen van Europa, zoals de Alpen, de Pyreneeën, de Karpaten, Scandinavië, IJsland, Groot-Brittannië en Ierland.

## Alternatieve geneeswijze
Het extract van de wortels van Rhodiola rosea wordt in de alternatieve geneeswijze gebruikt als adaptogeen; het extract zou stimulerend werken bij vermoeidheid, maar kalmerend bij rusteloosheid. De belangrijkste stoffen zijn de fenylpropanoïden, hiertoe behoren onder andere salidroside en rosavine. Een systematisch literatuuronderzoek van 2012 besluit dat de wetenschappelijke bevindingen nog tegenstrijdig zijn. Er zijn aanwijzingen dat de stof werkzaam kan zijn, doch de onderzoeken zijn van te beperkte kwaliteit.
Het gebruik van Rhodiola rosea zou de volgende effecten hebben:
- Het verbetert de gemoedstoestand.
- Het verlicht depressies.
- Het verbetert de lichamelijke prestaties.
- Het verbetert de geestelijke prestaties.
- Het vermindert vermoeidheid.
- Het geeft meer geestelijke energie.
- Het heeft een rustgevende en ontspannende invloed.

Vanwege de vermeende werking, wordt het extract ook toegevoegd aan sommige voedingssupplementen.